# Parozodes pilosus
Parozodes pilosus là một loài bọ cánh cứng trong họ Cerambycidae.